# Saint-Maixent-de-Beugné
Saint-Maixent-de-Beugné és un municipi francès situat al departament de Deux-Sèvres i a la regió de la Nova Aquitània. L'any 2007 tenia 329 habitants.

## Demografia

### Població
El 2007 la població de fet de Saint-Maixent-de-Beugné era de 329 persones. Hi havia 127 famílies de les quals 30 eren unipersonals (4 homes vivint sols i 26 dones vivint soles), 44 parelles sense fills, 44 parelles amb fills i 9 famílies monoparentals amb fills.
La població ha evolucionat segons el següent gràfic:
Habitants censats

### Habitatges
El 2007 hi havia 157 habitatges, 128 eren l'habitatge principal de la família, 20 eren segones residències i 9 estaven desocupats. 150 eren cases i 7 eren apartaments. Dels 128 habitatges principals, 103 estaven ocupats pels seus propietaris, 23 estaven llogats i ocupats pels llogaters i 2 estaven cedits a títol gratuït; 9 tenien dues cambres, 13 en tenien tres, 25 en tenien quatre i 81 en tenien cinc o més. 106 habitatges disposaven pel capbaix d'una plaça de pàrquing. A 49 habitatges hi havia un automòbil i a 66 n'hi havia dos o més.

### Piràmide de població
La piràmide de població per edats i sexe el 2009 era:
| Homes | Edats   | Dones |
| ----- | ------- | ----- |
| 0     | 95 o +  | 0     |
| 0     | 90 a 94 | 0     |
| 0     | 85 a 89 | 0     |
| 0     | 80 a 84 | 0     |
| 4     | 75 a 79 | 12    |
| 20    | 70 a 74 | 0     |
| 4     | 65 a 69 | 8     |
| 8     | 60 a 64 | 12    |
| 4     | 55 a 59 | 4     |
| 4     | 50 a 54 | 12    |
| 0     | 45 a 49 | 4     |
| 20    | 40 a 44 | 12    |
| 4     | 35 a 39 | 12    |
| 20    | 30 a 34 | 12    |
| 8     | 25 a 29 | 4     |
| 8     | 20 a 24 | 8     |
| 4     | 15 a 19 | 8     |
| 16    | 10 a 14 | 0     |
| 8     | 5 a 9   | 12    |
| 12    | 0 a 4   | 0     |

## Economia
El 2007 la població en edat de treballar era de 219 persones, 163 eren actives i 56 eren inactives. De les 163 persones actives 155 estaven ocupades (84 homes i 71 dones) i 9 estaven aturades (6 homes i 3 dones). De les 56 persones inactives 17 estaven jubilades, 18 estaven estudiant i 21 estaven classificades com a «altres inactius».

### Ingressos
El 2009 a Saint-Maixent-de-Beugné hi havia 134 unitats fiscals que integraven 347 persones, la mediana anual d'ingressos fiscals per persona era de 15.355 €.

### Activitats econòmiques
Dels 10 establiments que hi havia el 2007, 3 eren d'empreses de fabricació d'altres productes industrials, 4 d'empreses de construcció, 1 d'una empresa de comerç i reparació d'automòbils, 1 d'una empresa d'hostatgeria i restauració i 1 d'una empresa classificada com a «altres activitats de serveis».
Dels 3 establiments de servei als particulars que hi havia el 2009, 1 era un paleta, 1 guixaire pintor i 1 fusteria.
L'any 2000 a Saint-Maixent-de-Beugné hi havia 17 explotacions agrícoles que ocupaven un total de 960 hectàrees.

## Poblacions més properes
El següent diagrama mostra les poblacions més properes.